# William Lipscomb
William Nunn Lipscomb (9 décembre 1919 à Cleveland, Ohio, États-Unis et mort le 14 avril 2011 est un chimiste américain. Il a reçu le prix Nobel de chimie de 1976 pour ses travaux sur la structure des boranes.

## Biographie
William Lipscomb est professeur depuis 1959 à l'université Harvard et il travaille entre autres dans le domaine de l'analyse structurale par rayons X et de la fabrication de cristaux. En 1976, il obtient le prix Nobel de chimie « pour ses travaux sur la structure des boranes, qui ont apporté un nouvel éclairage sur la liaison chimique ». Il transpose aussi ses résultats à des familles de matériaux voisines comme les carboranes.
Plus tard, il s'intéresse à la structure et à la manière de fonctionner des protéines également à l'aide de la diffractométrie de rayons X.
Il meurt le 14 avril 2011 à 91 ans.